# Sematophyllum jollifii
Sematophyllum jollifii là một loài Rêu trong họ Sematophyllaceae. Loài này được (Hook. f.) Dixon miêu tả khoa học đầu tiên năm 1937.